# Fraction (mathématiques)
Pour les articles homonymes, voir Fraction.

Trois quarts de gâteau, un quart ayant été retiré.

En mathématiques, une fraction est un moyen d'écrire un nombre rationnel sous la forme d'un quotient de deux entiers. Ainsi la fraction a/b désigne le quotient de a par b (b ≠ 0). Dans cette fraction, a est appelé le numérateur et b le dénominateur. 
Une fraction représente un partage d’une entité unique : le dénominateur de la fraction représente le nombre de parts (nécessairement égales) faites dans cette entité, tandis que son numérateur représente le nombre de parts prises ou mobilisées. Pour le dire autrement, le dénominateur d’une fraction est le « tout » tandis que son numérateur est une « partie du tout », autrement dit une fraction de l’entité complète. 
La fraction 3/4 indique qu’une entité a été partagée en 4 parts égales, puis que trois de ces quatre parts ont été mobilisées. Numériquement, cette fraction vaut 0,75 (à comparer avec l’entité qui vaut, par principe, 1). En pratique, on peut imaginer le partage d’un gâteau en quatre parts égales, puis la distribution de trois de ces parts aux convives.
Contre-intuitivement, le numérateur peut être plus grand que le dénominateur. Ainsi, la fraction 56/8 indique qu’une entité a été partagée en 8 parts égales, mais que 56 telles parts ont été mobilisées. Cette fraction est équivalente au nombre 7 car 7 × 8 = 56, donc le quotient de 56 par 8 est 7. En pratique, on peut imaginer un gâteau partagé en 8 parts égales. Pour servir équitablement 56 convives (une part par convive), il faudra donc prévoir 7 gâteaux ainsi découpés.
Une fraction est donc différente d’un rapport, ce dernier se limitant à comparer deux quantités arbitraires, et non deux quantités d’une même entité avec l’une des quantités égale au tout et l’autre égale à une partie de ce tout, comme le ferait une fraction.
Le rapport A/B = 56:8 indique que pour 56 unités d’une entité A, on met en vis-à-vis 8 unités d’une entité B distincte.
Il y a donc 56/8 = 7 fois plus d’entités A que d’entités B, la fraction 56/8 permettant de calculer l’importance du déséquilibre exprimé par le rapport, qui pourrait s’écrire également A/B = 7:1 ou simplement A/B = 7 (d’où des confusions possibles, liées aux notations parfois similaires entre fraction et rapport).
Un nombre qu’on peut représenter par des fractions de nombres entiers est appelé nombre rationnel. L'ensemble des rationnels est noté ℚ.
Il existe une définition plus générale et plus abstraite des fractions. Si {\displaystyle (A,+,\cdot )} est un anneau intègre, on peut créer le corps des fractions de {\displaystyle A}. Ses éléments se notent (par analogie aux fractions d'entiers relatifs) {\displaystyle {\frac {a}{b}}} et possèdent les mêmes propriétés opératoires (somme, produit, simplification…) que les fractions de ℚ.

## Sens usuel de la fraction

### Définition d'une fraction
Une fraction est une division non effectuée entre deux nombres entiers relatifs {\displaystyle n} et {\displaystyle d\neq 0}[réf. nécessaire]. Elle est représentée comme suit :
- Le nombre du haut, noté {\displaystyle n}, s'appelle le numérateur.
- Le nombre du bas, noté {\displaystyle d}, s'appelle le dénominateur.
- La barre oblique ou la barre de fraction signifient que l'on divise le numérateur par le dénominateur.

Exemple : 3/7 signifie que l'on divise 3 par 7 ; on prononce cette fraction « trois septièmes ».
- 3 est appelé numérateur parce qu'il indique un nombre de trois unités (les septièmes)
- 7 est appelé dénominateur parce qu'il dénomme l'unité (le septième) avec laquelle on opère.

Si on mange les 3/7 d'une tarte, le numérateur 3 indique le nombre de parts que l'on mange alors que 7 indique le nombre total de parts, donc l'unité considérée.
On trouve aussi les notations
{\displaystyle n:d}
où les deux-points montrent l'intention d'exprimer un rapport, ou encore
{\displaystyle n\div d}
où l'obélus remplace la barre de fraction, mais exprimant l'opération de division elle-même (bien que cet usage soit déconseillé,).
La notation utilisant la barre de fraction serait due à Abu Bakr al-Hassar, mais aurait été introduite en occident par Fibonacci. C'est le Suisse Rahn qui introduit l'obélus en 1659.

### Modélisation d'une fraction
Pour comprendre et établir les règles de maniement des fractions, il existe deux méthodes différentes :
- La première consiste à faire usage de la géométrie. La fraction représente une portion d'aire d'une figure géométrique ou d'une longueur d'un côté d'un polygone, souvent un triangle. Démontrer les lois régissant les fractions revient à faire de la géométrie et à mesurer des aires ou des longueurs. Cette démarche est décrite dans l'article Algèbre géométrique.
- Une autre démarche est de nature purement algébrique. Les nombres rationnels sont construits de manière abstraite à partir de classes d'équivalence d'entiers. L'addition et la multiplication issues des nombres entiers sont compatibles avec la classe d'équivalence, ce qui équipe l'ensemble des fractions d'une addition et d'une multiplication naturelles. Cette construction permet d'établir les lois régissant le comportement des fractions.

La démarche choisie ici correspond à la première décrite et est purement géométrique. Les méthodes utilisées s'appliquent pour les fractions d'entiers. La géométrie offre une autre méthode, permettant de généraliser les résultats au cas de fractions de deux nombres réels positifs. Elle est décrite dans l'article Algèbre géométrique.

### Représentation d'une fraction
Le but ici est de visualiser une fraction {\displaystyle n/d}.
La fraction peut être représentée par un dessin. Bien souvent une forme géométrique que l'on divise en plusieurs parties.

#### Fractions dont le numérateur est inférieur au dénominateur

Deux représentations graphique de la fraction 3/4

Le dénominateur d indique le nombre de parties égales à découper dans la forme géométrique et le numérateur n indique le nombre de parties égales utilisées.
Par exemple, pour représenter la fraction  3⁄4, le dénominateur étant 4, on divise le rectangle en 4 parties égales, puis, le numérateur étant 3, on colore seulement trois des quatre parties.

#### Fractions dont le numérateur est supérieur au dénominateur
Cette fraction sera équivalente au quotient entier de n par d, (qui représentera le nombre d'unités) suivi d'une fraction constituée par le reste de la division pour numérateur et d pour dénominateur.

Par exemple, pour la fraction 7/3, la division entière donne 2, il reste 1.
Le quotient est 2 donc 2 unités, le reste 1 donc la fraction est équivalente à 2 1⁄3. Il est impossible de représenter ce genre de fraction par un unique rectangle, on présente donc deux rectangles pleins suivi d'un rectangle plein seulement au tiers :

### Prendre une fraction d'une quantité
Pour prendre les 2⁄3 de 750, on divise 750 par 3, puis on multiplie le résultat par 2 :
750÷3 = 250 ;  250 × 2 = 500. Donc 2⁄3 de 750 = 500
Prendre a⁄b de c revient à diviser c par b et à multiplier le tout par a.
Ou plus simplement, quand on connaît les règles de calcul sur les fractions, prendre a⁄b de c revient à multiplier a⁄b par c.
Plus généralement, on constate que le « de » est remplacé par une multiplication.
Il en est de même quand on calcule 75 % de c, on doit juste calculer 75 % multiplié par c. En effet, 75 % est une fraction : 75 % = 75⁄100 = 0,75.

### Fractions équivalentes

On obtient la même surface en divisant le rectangle en 3 parties et en colorant 2, qu'en divisant le rectangle en 6 parties et en colorant 4

Si on multiplie, ou divise, le numérateur et le dénominateur d'une fraction par un même nombre, on obtient une fraction équivalente. Par exemple, dans la représentation ci-contre, on a multiplié le numérateur et le dénominateur de la première fraction par 2 pour obtenir la seconde fraction.

Deux représentations équivalentes de la fraction 2/3

De manière générale, les fractions n/d et n′/d′ sont équivalentes dès que n × d′ = d × n′. Par exemple, dans la représentation ci-contre, on sait que les fractions 4/6 et 6/9 sont équivalentes car 4 × 9 = 6 × 6
Certaines fractions peuvent être simplifiées, c'est-à-dire que n et d peuvent être divisés par un même nombre. Si on prend, pour la simplification, le plus grand nombre possible — ce nombre s'appelle le PGCD (plus grand commun diviseur) de n et d — on obtient une fraction irréductible, dont le numérateur et le dénominateur sont premiers entre eux.
Pour effectuer certaines opérations entre fractions, tous les dénominateurs des fractions doivent être égaux. Pour ce faire, il faut remplacer chaque fraction par une fraction équivalente, en s'arrangeant pour que tous les dénominateurs soient identiques. On cherche, en général, à ce que ce dénominateur soit le plus petit possible, en prenant le plus petit nombre qui soit divisible par chaque dénominateur. Ce nombre s'appelle le PPCM (plus petit commun multiple) des dénominateurs. L'opération s'appelle réduire au même dénominateur.

Exemple pour réduire au même dénominateur les fractions 3/4, 1/6, 5/9 et 14/15, on cherche le plus petit multiple commun de 4, 6, 9, 15  qui est 2 × 2 × 3 × 3 × 5, et on a :
- {\displaystyle {\frac {3}{4}}={\frac {3\times 3\times 3\times 5}{4\times 3\times 3\times 5}}={\frac {135}{180}}}
- {\displaystyle {\frac {1}{6}}={\frac {1\times 2\times 3\times 5}{6\times 2\times 3\times 5}}={\frac {30}{180}}}
- {\displaystyle {\frac {5}{9}}={\frac {5\times 2\times 2\times 5}{9\times 2\times 2\times 5}}={\frac {100}{180}}}
- {\displaystyle {\frac {14}{15}}={\frac {14\times 2\times 2\times 3}{15\times 2\times 2\times 3}}={\frac {168}{180}}}

### Comparaison de fractions

La seconde fraction est plus petite car on a pris le même nombre de parts mais les parts sont plus petites

- Pour un même numérateur, plus le dénominateur est petit plus la fraction est grande.			
Dans la représentation ci-contre {\displaystyle {\frac {2}{3}}>{\frac {2}{5}}}	car
  - Le numérateur 2 est le même pour chaque fraction.
  - La comparaison des dénominateurs donne 3 < 5

La seconde fraction est plus grande car les parts ont même taille mais on en a pris davantage

- Pour un même dénominateur, plus le numérateur est grand, plus la fraction est grande :
dans la représentation ci-contre, on a  {\displaystyle {\frac {2}{7}}<{\frac {5}{7}}} car
  - Le dénominateur 7 est le même pour chaque fraction.
  - La comparaison des numérateurs donne 2 < 5

- Si les numérateurs et les dénominateurs sont différents, on peut toujours réduire les fractions au même dénominateur et comparer alors les numérateurs 
Comparaison de 1/4 et 2/5
  - 1/4 = 5/20
  - 2/5 = 8/20
  - Or 5 < 8 donc 5/20 < 8/20 donc 1/4 < 2/5

Remarque : on peut aussi utiliser l'écriture décimale. Comme 1/4 = 0,25 et 2/5 = 0,4 et que l'on sait que 0,25 < 0,4 on a  1/4 < 2/5.

## Écriture décimale, écriture fractionnaire
Un nombre décimal peut s'écrire comme une fraction qui a pour dénominateur une puissance de 10.
12,345 est l'écriture abrégée de {\displaystyle {\frac {12345}{1000}}}. La virgule marque l'extension de la numération positionnelle vers les puissances négatives de la base 10.

### Développement décimal
Toute fraction possède un développement décimal fini ou infini périodique qui s'obtient en posant la division de {\displaystyle n} par {\displaystyle d}.
1/4 = 0,25
2/3 = 0,666...(période 6)
17/7 = 2,428571428571...(période 428571)

### Écriture fractionnaire
Inversement, tout nombre décimal, ou possédant un développement décimal périodique, peut s'écrire sous forme de fraction.

#### Cas du nombre décimal
Il suffit de prendre comme numérateur le nombre décimal privé de sa virgule et comme dénominateur 10n où n est le nombre de chiffres après la virgule :
{\displaystyle 0{,}256={\frac {256}{1000}}={\frac {32}{125}}}
{\displaystyle 15{,}16={\frac {1516}{100}}={\frac {379}{25}}}

#### Cas du développement décimal illimité
On commence par s'occuper de la partie entière :
3,4545... = 3 + 0,4545...

##### Cas du développement décimal périodique simple
Un nombre périodique simple est un nombre décimal dans lequel la période commence immédiatement après la virgule.
0,666... ou 0,4545... ou 0,108108...
Pour le numérateur, il suffit d'utiliser la période tandis que le dénominateur sera composé d'autant de 9 qu'il y a de chiffres composant la période.
Par exemple, pour 0,4545... la période est 45 et est composée de deux chiffres, on obtient la fraction 45/99 = 5/11.
Par conséquent : 3,4545... = 3 + 5/11 = 38/11.
Sinon, posons x = 0,4545454545...
100x = 45,4545454545... = 45 + x donc 100x – x = 45,4545454545... – 0,4545454545... = 45 donc
99x = 45 donc 
x = 45/99.

##### Cas du développement décimal périodique mixte
Un nombre décimal périodique mixte est un nombre décimal dans lequel la période ne commence pas immédiatement après la virgule, par exemple :
0,8333... ou 0,14666...
Pour trouver le numérateur de la fraction, il faut soustraire la valeur mixte de la valeur mixte suivie de la première période.
Quant au dénominateur, il sera composé d'autant de 9 qu'il y a de chiffres composant la période, suivis d'autant de zéros qu'il y a de chiffres après la virgule composant la valeur mixte.
Exemple : 0,36981981...

valeur mixte : 36

Valeur mixte suivie de la première période : 36981

Numérateur = 36981 – 36 = 36945
Dans la valeur 0,36981981..., la période 981 est constituée de 3 chiffres donc le dénominateur sera constitué d'une série de trois 9 suivis de deux zéros puisque la valeur mixte 36 est composée de deux chiffres. Finalement on obtient 0,36981981... = 36945/99900 = 821/2220.
Exemple 2 : {\displaystyle 1,24545...={\frac {1245-12}{990}}=137/110}.

## Nombre mixte

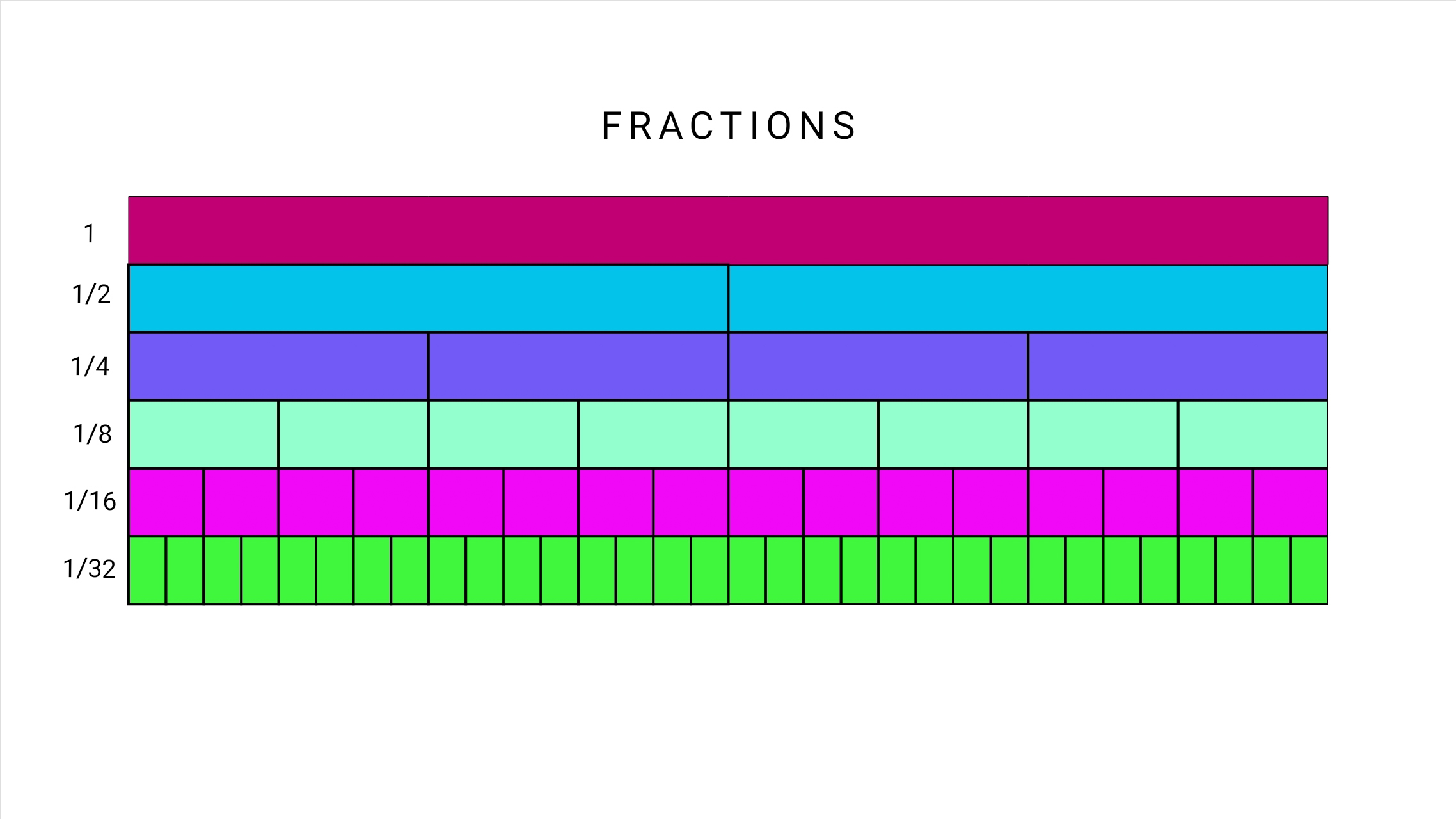
Une grandeur peut s'exprimer par unité et fractions simples associées, souvent le demi (½), le quart (¼) et le huitième (⅛), etc.

Dans l'enseignement français depuis la fin du XIXe siècle, la fraction est définie comme le quotient de deux nombres entiers sans contrainte sur la taille du numérateur et du dénominateur, mais ce n'a pas toujours été le cas et ne l'est pas non plus dans d'autres pays.
Au XVIe siècle, la fraction était appelée nombre rompu et correspondait à une fraction de l'unité comme 1/2, 2/3, 3/4, 5/9, etc. L'encyclopédie de Diderot et d'Alembert définissait  la fraction comme une division indiquée et distinguait la fraction pure, où le numérateur est plus petit que le dénominateur, la fraction mixte quand le numérateur est plus grand que le dénominateur et le nombre rationnel mixte, composé d'un entier et d'un fraction de l'unité, qui était d'un usage courant avec les unités de mesure usuelles, comme de nos jours dans les pays anglo-saxons. En Belgique au XIXe siècle ces concepts s’appelaient fraction ordinaire, fraction figurée ou fraction impropre ou nombre fractionnaire et nombre mixte ou nombre composé.
Dans les pays anglo-saxons, on considère qu'une fraction dont le numérateur est plus grand que le dénominateur est « impropre » (improper fraction). On utilise couramment le nombre mixte (au Québec, nombre fractionnaire), de la forme a b⁄c avec b < c . Cette écriture se lit a + b⁄c et non pas a × b⁄c comme ce serait le cas si le deuxième terme n'était pas une fraction.
Un nombre mixte a l'avantage de résumer le résultat d'une division euclidienne.
En écrivant 2 7⁄9 plutôt que 25/9, on indique que le quotient de la division entière de 25 par 9 est bien 2 le reste 7.
Cette différence d'usage est due à la place prépondérante, en Europe continentale, du système décimal à tel point que la maîtrise des fractions succède à celle des nombres décimaux dans l'enseignement français alors que c'est l'inverse par exemple en Nouvelle-Zélande.
Alors que les Européens continentaux utilisent volontiers les nombres à virgule, les Anglo-saxons préfèrent souvent exprimer les parties non entières par des fractions. Par exemple, ils diront d'une feuille au format Executive mesure 10 ¹⁄₂ × 7¼ pouces, et non pas 10,5 × 7,25 pouces.

## Opérations sur les fractions

### Addition et soustraction

#### Pour un dénominateur commun
Il suffit d'additionner ou de soustraire le numérateur de chaque fraction et de conserver le dénominateur commun.
Exemple d'une somme : 
Exemple d'une différence :

#### Pour un dénominateur différent
Avant d'effectuer l'opération, chaque fraction doit être transformée en une fraction équivalente dont le dénominateur leur soit commun.

Exemple : 
{\displaystyle A={\frac {1}{6}}+{\frac {4}{9}}}
{\displaystyle A={\frac {3}{18}}+{\frac {8}{18}}}
{\displaystyle A={\frac {11}{18}}}

### Multiplication

Multiplication des fractions 2/3 et 4/5. À la droite, le petit rectangle comprend 2×4 cases bleu foncé, alors que le grand rectangle comprend 3×5 cases toutes couleurs confondues, d'où la fraction 8/15.

La multiplication de deux fractions est simple à effectuer mais il n'est pas simple de comprendre pourquoi elle fonctionne ainsi. Par exemple, 
Voici une explication basée sur une compréhension intuitive des fractions. On peut comprendre quatre cinquièmes comme quatre fois un cinquième (voir les représentations graphiques ci-dessus) soit {\displaystyle {\frac {4}{5}}} comme {\displaystyle {4}\times {\frac {1}{5}}}. Ainsi multiplier {\displaystyle {\frac {2}{3}}} par {\displaystyle {\frac {4}{5}}} revient à effectuer {\displaystyle {\frac {2}{3}}\times 4\times {\frac {1}{5}}={\frac {2\times 4}{3}}\times {\frac {1}{5}}}.
Mais multiplier par un cinquième revient à diviser par 5, c'est-à-dire à multiplier le dénominateur par 5 (les parts sont 5 fois plus petites), soit : {\displaystyle {\frac {2\times 4}{3\times 5}}}.

### Division
La division est l'opération inverse de la multiplication. De façon algorithmique, lorsqu'on divise par une fraction, on remplace la division par la multiplication tout en inversant la fraction qui suit. Par exemple :

## Fractions particulières
- fraction unitaire : fraction dont le numérateur est égal à 1 et le dénominateur est un entier positif.
- fraction dyadique : fraction dont le dénominateur est une puissance de 2.
- fraction continue : fraction constituée à partir d'une suite d'entiers naturels {\displaystyle (a_{0},a_{1},a_{2},a_{3},...,a_{k},...)} de la manière suivante {\displaystyle a_{0}+{\frac {1}{a_{1}+{\frac {1}{a_{2}+{\frac {1}{a_{3}+{\frac {1}{...}}}}}}}}}
- fraction rationnelle : quotient de deux polynômes.
- corps des fractions : corps commutatif construit à partir d'un anneau intègre et dans lequel on pourra effectuer des divisions.

Pour les fractions rationnelles, ou plus généralement pour le corps des fractions d'un anneau commutatif, la notion de dénominateur et de numérateur garde le même sens.

## Problèmes historiques
1. J’ai trouvé une pierre mais je ne l’ai pas pesée. Après lui avoir ajouté un septième de son poids et avoir ajouté un onzième du résultat, j’ai pesé le tout et j’ai trouvé : 1 ma-na [unité de masse]. Quel était à l’origine le poids de la pierre ? (problème babylonien, tablette YBC 4652, problème 7)
2. Un nombre augmenté de son septième donne 19. Quel est ce nombre ? (papyrus Rhind, problème 24)
3. Un nombre augmenté de son quart donne 15. Quel est ce nombre ? (papyrus Rhind, problème 26)
4. Supposons que l’on ait 9 tiges d’or jaune et 11 tiges d’argent blanc qui, à la pesée, ont des poids tout juste égaux. Si l’on échange entre elles une de leurs tiges, l’or devient plus léger de 13 liang [unité de masse]. On demande combien pèsent respectivement une tige d’or et une tige d’argent. (Les Neuf Chapitres sur l'art mathématique, problème 7.17)
5. Une lance a la moitié et le tiers dans l’eau et neuf paumes à l’extérieur. Je te demande combien elle a de long. (problème médiéval)

### Étymologie
Le terme fraction, apparu en français à la fin du XIIe siècle, est un dérivé du bas latin fractio (« action de briser ») utilisé dans la terminologie mathématique médiévale pour désigner la « division ». Ce terme lui-même provient du latin classique frangere (« briser ») qui provient de la racine indo-européenne °bhreg qui a la même signification et dont dérive la racine gotique brikan qui donne break en anglais et brechen en allemand.
Les fractions furent autrefois nommées nombres rompus, terme encore utilisé au 18e siècle, par exemple dans l'Encyclopédie ou Dictionnaire raisonné des sciences, des arts et des métiers.